# Oleria antaxis
Oleria antaxis är en fjärilsart som beskrevs av Richard Haensch 1909. Oleria antaxis ingår i släktet Oleria och familjen praktfjärilar. Inga underarter finns listade i Catalogue of Life.